# HRP 救援者直升機

HRP 救援者（英語：Rescuer)（也稱為 Harp）是一架由弗蘭克·皮亞塞基設計的串聯旋翼直升機。其任務為運輸與搜救，並服役於美國海軍、美國海軍陸戰隊和美國海岸防衛隊。作為首批服役的運輸直升機之一，HRP-1能夠運載8-10名乘客或2,000lb.(907kg)的貨物。

## 發展
原型機（皮亞塞基將其命名為PV-3，但測試人員通常將其稱為“Dogship”）按照1944年2月與美國海軍簽訂的開發合同，於1945年3月在賓夕法尼亞州莫頓進行首飛。為確保旋翼不會互相碰撞，使用了德拉戈·約萬諾維奇的專利設計，機身後端向上彎曲，使後旋翼高於前旋翼。機身由普通低碳鋼管製成，填充木肋，並覆蓋摻雜織物。
在原型機發生一系列機械事故（包括傳動齒輪脫落）後，確定在直升機傳動裝置中使用汽車零的件不足以承受飛行的負荷；戰後建造的後續原型機使用了更堅固的組件。共建造了兩架命名為 XHRP-1 的原型機；一架用於靜態測試，另一架用於動態測試。

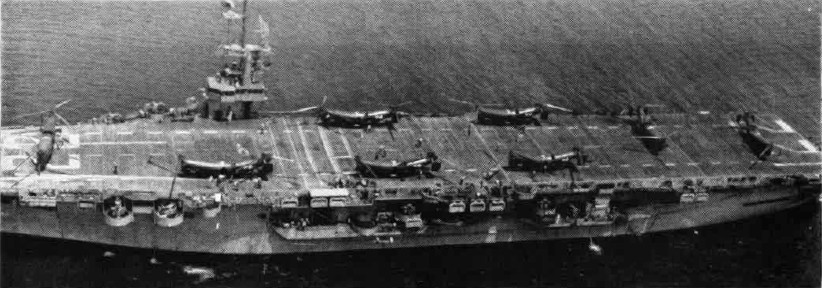
8架停放在帛琉號航母上的HRP-1，攝於1951年

作為第一架現役的具有強大運輸能力的美國軍用直升機，HRP-1立即投入使用，用於運輸貨物和人員。雖然正式名稱為 HRP-1 或“Harp”，但該直升機的獨特形狀，很快就為它贏得了“飛行香蕉(The Flying Banana)”的綽號。第一架HRP-1於1947年8月15日首飛，隨後又製造了第二批共10架，最後一架於1949年交付。
美國海軍總共訂購了20架HRP-1，其中大部分訂單轉給了美國海軍陸戰隊。並有三架直升機交付給美國海岸防衛隊，編號為 HRP-1G。隨後皮雅塞基推出帶有全金屬蒙皮的改進型（PV-17），編號HRP-2；所有HRP-2均交付給美國海岸防衛隊用於搜救任務。9架HRP-1構成海軍陸戰隊第1直升機中隊的骨幹力量，並參與各式海灘突擊或前線戰場運送的演習。
在服役歷史中，HRP-1經常遇到各種早期設計缺陷和維護問題，例如引擎支架損壞和配件鬆動；覆蓋的外皮也時常在飛行中從直升機上脫落並纏住旋翼葉片。 儘管存在這些問題，串聯旋翼設計的成功促使H-21的誕生。現存兩架飛機存放在賓夕法尼亞州西切斯特的美國直升機博物館，第三架正在加州拉莫納的經典旋翼博物館進行修復。

## 型號
PV-3

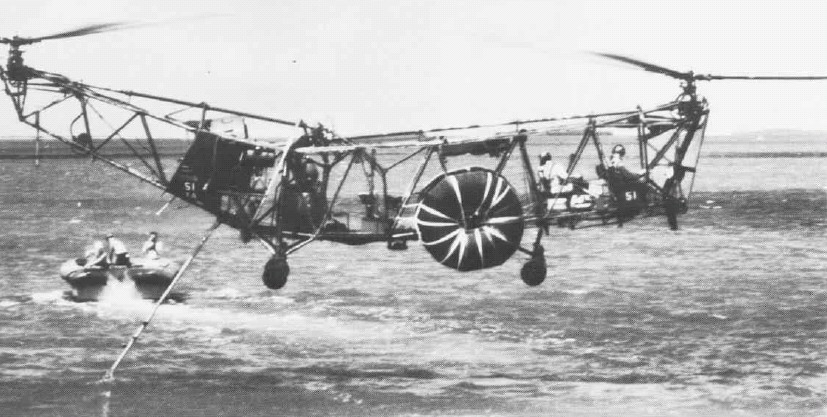
1架沒有外殼的HRP，攝於1953年

裝配1具Wright R-975活塞發動機的原型機，共1架
XHRP-1
另外兩架用於測試的PV-3，一架用於靜態測試，一架則是動態測試
HRP-1
量產版本，共建造20架（包括3架HRP-1G）
HRP-1G
隸屬於美國海岸警衛隊的3架HRP-1，從美國海軍調來
HRP-2
包覆金屬蒙皮外殼的版本，共建造5架

## 用戶
美国
- 美國海岸警衛隊[7][8]
- 美國海軍[9]
- 美國海軍陸戰隊[9]